# 만지케르트 전투
만지케르트 전투(그리스어: Μάχη του Μαντζικέρτ) 또는 말라즈기르트 전투는 1071년 8월 26일에 동로마 제국과 알프 아르슬란이 지휘하는 셀주크 제국 군대간의 전투로서, 테마 아르메니아콘의 만지케르트 근교에서 벌어졌다. 이 전투는 동로마 제국의 결정적인 패배 중의 하나로 결말이 났으며 제국의 황제 로마노스 4세 디오예니스는 적에게 포로로 잡혔다. 만지케르트 전투는 아나톨리아에서 투르크 부족에 대한 제국의 저항을 완벽하게 무력화시켰다.
이 전투는 초창기 투르크 부족의 정점을 보여준다는 점에서 의미가 있었고, 2년 동안 엄청난 수의 투르크 부족의 군인과 정착자들이 아나톨리아 지방으로 밀어닥치게 만들었으며, 이들은 비잔티움 제국의 영역을 산산조각 내면서 많은 영토를 점령했다. 그러나 이 전투는 동시대 작가들을 포함한 역사가들이 주장하는 대학살이 아니었다. 많은 수의 용병과 징집된 아나톨리아인들은 알프 아르슬란이 그들을 추격하길 거부함으로써 살아남을 수 있었다. 로마누스를 포함한 모든 비잔티움의 지휘관들은 살아남아 혼란스러운 아나톨리아의 무수한 내전에 참가했다. 그럼에도 불구하고 비잔티움 제국은 이후 이 결정적인 전투에 참가할 만큼의 많은 병력을 모을 수 없었던 것은 물론이고, 소집할 계획조차 실행하지 못했다.

## 배경
비록 비잔티움 제국은 중세의 강대국으로 남아있었지만, 제국은 군단을 지휘하는 데 두명의 무능한 황제인 콘스탄티누스 9세와 콘스탄티누스 10세가 다스리는 동안 쇠퇴의 길을 걷기 시작했다. 2년 동안 다스린 이사키우스 1세 콤네누스의 짧은 개혁은 단지 비잔티움 군대의 몰락을 늦췄을 뿐이였다. 콘스탄티누스 9세의 치세 동안 비잔티움 제국은 아르메니아의 아니지방을 병합하려고 시도하는 셀주크 제국과 첫 교전을 벌였다. 콘스탄티누스 9세는 군사력을 통해 문제를 해결하기보다는 평화조약에 사인했다. 하지만 평화조약은 오래가지 못했다. 1063년 셀주크의 술탄 알프 아르슬란은 병사들을 소집해 아르메니아를 침략하여 1045년에 잠시 멈추었던 공격을 다시 재개했다.
1060년 대 셀주크 제국의 술탄 알프 아르슬란은 쿠르드족과 그의 투르크계 연합의 동맹들을 아르메니아와 소아시아로 이주시켜 정착시키기 시작했다. 그들은 1064년 아르메니아의 수도인 아니(ani)를 점령했다. 콘스탄티누스 10세(이사키우스 1세 콤네누스의 후계자)는 그의 선임자보다 미덥지 못했다. 1067년 아르메니아는 투르크군에게 점령당했고 카에사레아(Caesarea)가 뒤를 따랐다. 1068년 로마누스 4세가 권력을 잡고 빠른 군사개혁을 단행하여 셀주크군에 대항하기 위한 원정을 개시했다. 이 원정은 이코니움을 공격한 투르크군의 허를 찔렀고, 비잔티움군은 반격에 나서 승리를 거둘 수 있었고, 그에게 시리아의 도시 히에라폴리스 밤비스(Hierapolis Bambyce)를 탈환하게 만들었다. 1070년 로마누스 4세는 비잔티움 제국의 요새가 셀주크 군대에게 함락당하자, 아직도 알프 아르슬란의 위협이 계속되고 있는 아나톨리아(오늘날의 무스(Muş) 지방)의 동쪽끝에 있는 말라즈키르트(만지케르트로 알려져 있다.)를 향하여 두 번째 원정을 시도했다. 로마누스 4세는 만약 아르슬란이 에데사의 포위를 푼다면 그에게 히에라폴리스 밤비스를 돌려주겠다고 제안한다. 로마누스 4세는 만약 알프 아르슬란이 이 제안을 따르지 않으면 전쟁을 각오해야 할 것이라고 최후통첩을 놓았다. 그리고 로마누스는 그의 군대를 어느때든 움직일 수 있도록 준비하면서 술탄이 그의 제안을 거절하길 기대했고, 실제로 거절하였다.

## 준비
로마누스와 동행한 사람 중 안드로니쿠스 두카스가 있는데 그는 직접적인 라이벌이었다. 군대는 제국의 서부지역에서온 5,000명의 비잔티움 군대와 거의 비슷한 숫자의 동부지역에서 온 부대로 구성되어 있었다. 500명의 프랑크족, 노르만 용병들은 러셀 데 바일류휘하에 있었고 일부 투르크(오구즈족과 페체네그인) 용병들과 불가리아 용병들도 있었다. 그리고 안티오키아 보병대, 아르메니아가 담당한 군대도 있었으며, 일부(혹은 전부)의 바랑기안 친위대도 포함되어 있었는데 총 병력은 약 60–70,000명에 달했다. 비잔티움 군관구 부대의 질은 로마누스의 이전 시대부터 질이 저하되고 있었고, 이 때문에 중앙정부는 모병자원으로써 제국 내부의 실제적인 싸움이나 인기에 관련된 것에 덜 관심을 가질 것으로 여겨지는 용병들에게 눈을 돌렸다. 제국 정부는 심지어 용병을 사용한 이후, 돈을 아끼기 위해 바로 해산시켜 버렸다.
소아시아를 가로질러 진군하는 것은 길고 힘들 일이었다. 그리고 로마누스는 비싼 사치품들을 가득 실은 마차들을 병사들과 함께 가게 함으로써 병사들로부터 경멸을 샀다. 비잔티움의 백성들은 해산을 강요받은 로마누스의 프랑크 용병들에 의해 고통받고 있었다. 원정군은 할리스에 있는 세바스테이아에서 처음 휴식을 했다. 그리고 1071년 7월 테오도시오폴리스에 도달했다. 그곳에서 몇몇 장군들이 아르슬란이 준비를 하기 전에 셀주크 영토로 쳐들어가 술탄을 사로잡을 것을 제안했다. 그러나 니케포루스 브리엔니우스를 포함한 다른 장군들은 이곳에 머물러 요새화와 재정비를 할 것을 주장했다. 결국 회의끝에 진군을 계속하기로 결정되었다.
알프 아르슬란은 좀 더 멀리 있거나 아직 오지 않았을 것으로 생각한 로마누스는 반 호수를 향해 진군하여 만지케르트를 좀 더 빨리 탈환할 것이라 기대했고, 가능하다면 근처 요새도 탈환할 수 있을 것이라 생각했다. 그러나 아르슬란은 사실 알레포, 모술, 그리고 그의 동맹자들로부터 모집한 30,000명의 기병대와 함께 아르메니아에 있었다. 알프 아르슬란의 스파이는 로마누스가 셀주크군의 움직임을 전혀 파악하지 못하는 동안, 셀주크는 로마누스의 움직임을 완벽히 알고 있었다.
로마누스는 자신과 나머지 군대가 만지케르트로 향하는 동안, 그의 장군 요셉 타카네이오테스에게 비잔티움군과 바랑기안, 그리고 페체네그인과 프랑크군 일부를 맡겨 클리앗으로 향하게 했다. 이것은 군대를 각각 30,000명의 병력으로 나누는 것이 되었다. 요셉 타카네이오테스와 함께 보내진 군대에게 무슨 일이 일어났는지 알려진 것은 없다. 이슬람의 기록에 따르면 아르슬란은 그의 군대를 공격하였다고 한다. 그러나 비잔티움 기록은 이 교전에 대하여 침묵으로 남아있다. 비록 아탈레이아스는 타카네이오테스가 셀주크 술탄의 눈을 피해 달아났다고 주장하나 이는 비잔티움 장군의 평판을 생각해보면, 그말이 사실이라고 생각되지 않는다. 아무튼 로마누스의 군대는 그가 계획했던 60,000–70,000 명에서 반으로 줄어 있었다.

## 전투 및 상황
로마누스는 타카네이오테스(Tarchaneiotes)를 잃어버렸다는 것을 모른 채 만지케르트로 향했고 8월 23일 그는 이곳을 손쉽게 제압했다. 셀주크군은 궁병대로 기습을 감행함으로써 응전했다. 다음날 브리에니오스(Bryennios)휘하의 수렵부대가 셀주크 군대를 발견했고 만지케르트로 퇴각했다. 아르메니아 장군 바실라세스(Basilaces)는 기병들을 이끌고 출진했는데, 이것은 로마누스가 적이 아르슬란의 전군(全軍)이라고 생각하지 않았기 때문이다. 기병대는 전멸했고 바실라세스는 포로가 되었다. 로마누스는 그의 군대를 어떻게 배치할지 계획을 세웠고 바실라세스 휘하에 있는 그의 좌익부대를 출진시켰으나, 그 부대는 대부분이 신속하게 접근해온 투르크군에게 포위당했고 일부는 퇴각해야했다. 투르크군은 밤동안 언덕근처에 숨었고 이는 로마누스로 하여금 반격을 위해 군대를 보내는 것을 불가능하게 만들었다.
8월 25일, 로마누스의 투르크인 용병들은 셀주크인 친척들과 접촉하고 도망쳐 버렸다. 로마누스는 셀주크 족의 평화 사절이 보내온 요구를 거절했는데, 왜냐하면 그는 튀르키예 문제를 결정적인 군사적 승리를 통해 해결하길 원했고, 다른 군대들로 하여금 제국을 침략하는 것이 어렵고 피해를 보는 일이라는 것을 이해시키고자 했기 때문이다. 황제는 더 이상 이 지역에 머물지 않았던 타카네이오스를 부르려 시도했다. 그날에는 교전이 없었으나 8월 26일 비잔티움군은 튀르키예군의 진형에 응하여 집결한 후 적절한 전투대형을 갖추었다. 좌익은 브리에니오스가 맡았고, 우익은 테오도레 알리아테스(Theodore Alyates)가 맡았으며, 중앙은 황제 본인이 담당했다. 이들이 움직이자, 알프 아르슬란의 튀르키예 병사가 말했다. "술탄님, 적이 움직이기 시작했습니다", 그러자 알프 아르슬란은 그를 보고 말했다. "이제 우리들이 움직일 차례다." 안드로니쿠스 두카스는 배후에서 잔여병력을 담당했는데, 이는 두카스의 충성도를 생각해보건대, 어리석은 실수였다. 셀주크군은 4km 떨어진 곳에서 초승달 모양의 진형을 조직했고,, 아르슬란은 안전한 거리를 두고 어떤 일이 일어나는지 관찰하고 있었다. 셀주크 궁병들은 사거리내에 근접하여 비잔티움군에게 공격을 가했고, 셀주크군의 초승달 진형 가운데는 그들의 좌우익이 비잔티움 군을 포위하는 동안 계속 뒤로 물러서고 있었다.
비잔티움군은 궁병들의 공격을 뿌리치고 점심의 끝무렵 아르슬란의 진영을 점령했다. 그러나 궁병들에게 많은 피해를 입은 좌군과 우군은 개별 부대가 셀주크군을 공격하여 전투가 최고조에 달했을 때 거의 괴멸상태였다. 셀주크 기병대는 그들이 공격당했을 때 간단히 퇴각했다. 이는 초원의 전사들 고전적인 '치고 빠지기 전술'(hit and run tactics)이었다. 셀주크군이 전투를 피하자 로마누스는 밤이 되자 군대에게 퇴각을 명령했다. 그러나 우군은 그 명령을 잘못 이해했고, 두카스는 고의로 황제를 무시하고 그의 퇴각을 돕는 대신에 만지케르트 외부에 있는 캠프로 돌아갔다. 이제 비잔티움 제국은 완전한 혼란상태였고, 셀주크군은 반격의 기회를 잡았다. 비잔티움군의 우군은 물러섰고, 좌군 역시 조금 버티다가 곧 있어서 퇴각했다. 황제와 바랑기안 친위대를 포함한 비잔티움 중앙군의 잔존병력은 셀주크군에 의해 포위되었다. 로마누스는 부상을 입었고, 셀주크군에 의해 포로가 되었다. 전장에 흩어져 있던 살아남은 자들은 밤을 틈타 도망갔으나, 그것이 한계였다. 날이 밝자, 농민병들과 징집병들은 모두 도망친 반면, 비잔티움 군의 주력은 괴멸당했다.

### 포로가 된 로마누스 디오게네스

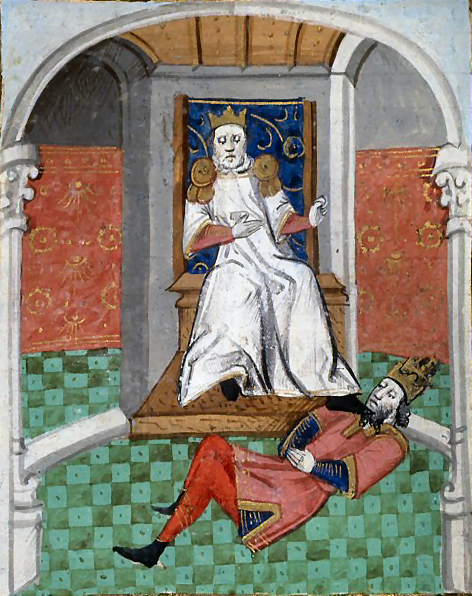
알프 아르슬란에게 굴욕적인 패배를 당해 포로가 된 황제 로마누스 4세. 조반니 보카치오의 데 카시부스 비로룸 일루스트리움(De Casibus Virorum Illustrium)의 15세기 프랑스 번역물의 삽화.

황제 로마누스 4세는 알프 아르슬란이 있는 곳으로 보내졌다. 그는 피에 젖어 남루하고 더러운 옷을 입고 있는 사람이 위대한 로마제국의 황제라는 것을 믿으려 하지 않았다. 로마누스가 로마 황제라는 것을 확인한 후에야 이 장소에서 기록된 유명한 대화가 나뉘었다.
| “ | 알프 아르슬란 : 만약 내가 당신 앞에 포로로서 보내졌으면 어떻게 하시겠소? 로마누스 : 아마 당신을 죽이고 콘스탄티노플 거리에 내걸었을 것이오. 알프 아르슬란 : 내 처분은 더 무겁소. 나는 당신을 용서하고, 해방시키겠소 | ” |

후에 셀주크 술탄은 황제의 목에 그의 신발을 걸고 땅에 키스를 하게 하였다. 알프 아르슬란은 황제를 꽤나 친절하게 대해줬고, 알프 아르슬란은 전투 전에 그가 말했던 대로 평화조약을 다시 제안했다.
로마누스는 술탄의 포로로 일주일간 있었다. 이 기간 동안 술탄은 로마누스가 자신의 테이블에서 식사하는 것을 용인한 반면 대신 포위된 안티오크(Antioch), 에데사(Edessa), 히에라폴리스(Hierapolis), 그리고 만지케르트에 대한 양도가 이루어졌다. 이곳들은 아직 셀주크 제국이 건드리지 않은 아나톨리아의 핵심부로 남아있었다. 황제의 해방에 대한 술탄의 요구는 1000만 개의 황금 조각이었으나 이는 너무 비싼 것으로 여겨졌고 술탄은 대신 150만의 황금 조각을 선금으로 받고 후에 연공으로 36만의 황금 조각을 줄 것을 요구했다. 결국 로마누스는 그의 딸 중 하나를 술탄과 결혼시켰다. 술탄은 로마누스에게 많은 선물을 주고, 두 명의 에미르와 100명의 맘루크로 하여금 콘스탄티노플까지 호위하게 했다. 얼마 후 로마누스의 그의 신하들에게 돌아왔다. 그는 그의 통치가 심각한 문제에 처한 것을 알았다. 비록 충성스러운 군대를 다시 일으키려 시도했지만, 그는 두카스 가문과의 전투에서 세 번 패한 후 찬탈당했다. 그리고 눈이 먼 채로 프로티(Proti)의 섬으로 추방당했다. 얼마 후 그는 눈이 멀게 될 때 입은 상처에 감염이 되어 죽었다. 그가 그토록 지키고자 노력한 아나톨리아의 중심부에서 로마누스의 마지막 순간은 낡은 울타리에서 당나귀와 함께 조롱거리가 되었다.

## 영향
비록 오랜 기간 동안 비잔티움 제국의 대참사로 여겨졌지만, 만지케르트는 초기 역사가들이 상상하기에 대참패 이상의 의미가 없었다. 현대 학자들은 비잔티움이 상대적으로 잃은 것이 적었다고 평가하며, 많은 부대가 전투 중에 살아남았고 몇달후에서 이곳저곳에서 전투를 계속했다고 한다. 확실한 것은 비잔티움 제국의 모든 사령관들(두카스, 타카네이오테스, 브리에니오스, 데 바일류, 등등. 그리고 무엇보다도 황제)들이 살아남았고 다른 사건에도 참여했다.
두카스는 아무런 피해없이 퇴각했고, 재빨리 콘스탄티노플로 돌아가 그곳에서 로마누스에 대항하는 움직임을 펼쳐 미카일 7세를 바실레이오스(basileus 비잔티움 황제)로 선언했다. 브리에니오스는 자신이 맡은 부대를 퇴각중 얼마의 병력을 잃었다. 셀주크는 퇴각하는 비잔티움군을 추격하지 못했고, 이때 당시는 만지케르트를 탈환하지도 못했다. 비잔티움군은 재집결하여 도케이아(Dokeia)로 진군했고 이곳에서 일주후에 풀려난 로마누스와 재회했다. 가장 심각한 손실은 황제의 값비싼 화물이 실린 마차일 것이다.
황제에게 있어서 전투로 일어난 재난은, 간단히 말해 아나톨리아 중심부의 상실이다. 존 율리우스 노리치(John Julius Norwich)는 그의 비잔티움제국에 관한 3부작에서 이 패배는 "치명타다, 비록 완전히 무너져 함락되기까진 수세기가 남았지만, 아나톨리아의 군관구는 문자 그대로 제국의 심장이며 만지케르트 이후 수십 년 후 그것들은 완전히 사라졌다. 그의 《비잔티움의 짧은 역사》(A Short History of Byzantium)"라는 작은 책에서 노리치는 이 전투를 "제국이 존재했던 7세기 반 동안 가장 심각한 재난"이라고 묘사했다. 당대 비잔티움 역사가 안나 콤네나(Anna Komnene)는 실제로 전투가 일어난 수십 년 후 이 일에 대해서 기록했다.
| “ | "로마제국의 운은 그들의 최저점으로 가라앉았다. 동방의 군대는 모든 방향으로 흩어졌는데, 왜냐하면 투르크군이 흑해, 헬레스폰트, 그리고 에게해, 시리아 해(지중해), 그리고 다양한 만(bay) 같은 그 중에서도 팜필리아(Pamphylia), 실리시아(Cilicia), 그리고 그들이 스스로 비워놓아 밀려났던 이집트 해(지중해)등을 회복하기 위해서이다." | ” |

몇 해가 가고 십년이 가고 만지케르트는 제국의 재난이 되었다. 따라서 후세의 기록들은 군대의 규모와 부상병의 수를 과장했다. 비잔티움 역사가들은 가끔 이날의 재난을 회상하고 한탄하는 모습을 모인다. 이 전투는 제국이 또다시 마주치게 된 재난의 정확한 지점이었다. 이 전투는 즉각적인 재난은 아니었다. 그러나 이 전투는 셀주크로 하여금 비잔티움이 이길 수 없고, 정복할 수 없는, 천년이 된 로마제국(비잔티움과 셀주크 모두 비잔티움을 여전히 이같은 명칭으로 불렀다.)으로 보지 않게 하였다. 안드로니코스 두카스의 찬탈은 제국을 정치적으로 불안전하게 만들고, 전투 이후에 이어진 투르크의 침입에 효과적으로 저항하지 못하게 하였다. 결국 이로 인해 10년간 소아시아의 전역은 완전히 점령당했다. 결국 전에 일어났던 황제에 대한 음모와 찬탈은, 로마누스의 운명 자체로도 끔찍했지만 정국을 불안정하게 하고 수세기동안의 혼란을 유발했다.
전투를 첫 고리로 하여 촉발된 전투 이후의 연쇄적 사건들은 몇 년 후 제국의 발밑을 위태롭게 하였다. 이 사건들에는 왕권 찬탈 시도들과 로마누스의 불행한 운명, 로셀 데 발류가 휘하 3,000명의 프랑크족, 노르만과 게르만 용병들과 함께 갈라타(Galatia)에서 독립된 왕국을 세우려고 시도했던 것이 포함된다. 그는 자신을 압박하던 황제의 삼촌 존 두카스(John Doukas)를 패퇴시키고 보스포르스(Bosphorus)의 아시아 해안에 있는 크리소폴리스(Chrysopolis; 우즈쿠다르(Üsküdar)를 파괴하며 수도로 진군했다. 제국은 결국 데 발류를 격퇴하기 위해 셀주크에 손을 벌렸고 셀주크는 그 약속을 지켰다. 그러나 투르크인들은 젊은 장군 알렉시오스 콤네소스가 데 발류를 체포하기 위해 그를 추적하자, 몸값을 받고 그를 아내에게 돌려보냈다. 이러한 사건들은 서로 상호작용해 힘의 공백을 만들었고, 이는 투르크가 채우게 된다. 셀주크 인들이 1077년 그들의 수도를 니케아(Nikaea; 이즈니크(İznik))에 세우기로 한 선택은 제국의 고난이 새로운 기회를 줄 수 있는지를 보려는 욕구로 설명할 수 있다.
나중에야, 비잔티움과 당대의 역사가들은 이 전투로 비잔티움 제국의 운이 쇠퇴되었다고 기록하는데 이견이 없게 되었다. 이는 후세의 십자군운동의 원인으로 해석되었는데, 1095년의 최초의 십자군은 아나톨리아의 패배 이후 비잔티움 황제의 서방에 대한 군사적 지원요청으로 인해 시작되었다. 다른 시각으로 보면 서방은 만지케르트를 통해 비잔티움 제국을 더 이상 동방 교회와 중동의 기독교 순례자들에 대한 보호자로 보지 않게 된 상징으로 여기기도 했다.
델브룩(Delbruck)은 이 전투의 중요성이 과장되었다고 여긴다. 그러나 이 전투의 결과로 제국은 향후 수 년 동안 전장에 효율적인 군대를 보낼 수 없다는 것을 의미한다는 것은 확실하다.
미리오케팔룸(Myriocephalum) 전투로도 알려진 미리오케팔론 전투는 비잔티움 제국의 중대한 '쇠퇴'의 지점으로서 흔히 만지케르트 전투와 비교된다. 두 전투는 백년이 넘는 간격을 두고 벌어진 사건이지만, 비대한 비잔티움군이 좀더 찾기 힘든 셀주크인 적들의 매복에 당해 패한 것을 보여준다. 그러나 미리오케팔룸의 의미는 마누엘 1세 콤네노스(Manuel I Komnenos)가 힘을 유지한 덕분에 처음부터 극히 제한적이었다. 그러나 같은 일이 로마누스에게는 똑같이 일어나지 않았고, 그의 적은 용감하고 올바른 사람을 순교자로 만들었으며, 이 결과 제국은 회복되지 못했다.

## 참조문헌
- Haldon, John. The Byzantine Wars: Battles and Campaigns of the Byzantine Era, 2001. ISBN 0-7524-1795-9.
- Treadgold, Warren. A History of the Byzantine State and Society, Stanford University Press, 1997. ISBN 0-8047-2421-0.
- Runciman, Sir Steven. A History of the Crusades (Volume One), Harper & Row, 1951.
- 존 줄리어스 노리치. Byzantium: The Apogee, Viking, 1991. ISBN 0-670-80252-2.
- Carey, Brian Todd; Allfree, Joshua B.; Cairns, John. Warfare in the Medieval World, Pen & Sword Books ltd, 2006. ISBN 1-84415-339-8
- Konstam, Angus. Historical Atlas of The Crusades ISBN 1-904668-00-3.
- Madden, Thomas. Crusades The Illustrated History ISBN 0-472-03127-9.
- Konus, Fazli. "Selçuklular Bibliyografyası", ISBN 975-8867-88-1